# Sofia Ullman
Maria Sofia Ullman, född 12 maj 1980, är en svensk sångare och låtskrivare.

## Biografi
Sofia Ullman är född och uppvuxen i Kallhäll. Vid 7 års ålder började hon spela piano och sjunga och vid 9 år började hon även med tvärflöjt.
Hon har studerat vid Musikhögskolan i Stockholm och Stockholms Musikkonservatorium.

### Karriär
Ullman har komponerat över 300 sånger, släppt 3 album och samarbetat med flera artister och musiker.
År 2015 kom hennes debutskiva Shades of Red ut som fysisk skiva och 2016 släpptes den på Spotify. På albumet medverkar Roger Pontare (sång) och Janne Schaffer (gitarr). Även Kenneth Gärdestad medverkar med texten "Måla mig i akvarell" som Sofia och Kenneth komponerade tillsammans (Gärdestad text, Ullman musik). Den blev Kenneths sista utgivna låt innan han gick bort i mars 2018. I samband med skivsläppet följde turné och spelningar med bland andra Svante Thuresson på sång och Claes Crona på klaviatur.
2017 släpptes Ullmans andra album Red Fairy Tales. På denna skiva medverkar bland andra Janne Schaffer (gitarr) och Claes Crona (klaviatur).
2019 kom Ullmans tredje album 50 miles ut. Skivan är på engelska utom en nyinspelning på "Måla mig i akvarell". Även på detta album medverkar Janne Schaffer. Producent är Stefan Blomqvist ur EGBA.
2020 Ullmans fjärde album Vår väg är havet är en hyllning till Åland och medförde en turné till Åland samt medverkan i media kring Åland.
2022 släpptes Okända land.
2024 kom Teater ut. Albumet innehåller 8 låtar på svenska samt en musikvideo med Janne Schaffer på gitarr.

## Diskografi

### Album
- 2015 – Shades of Red, fonogram (Revendor i Stockholm AB), 2016 på Spotify
- 2017 – Red Fairy Tales, fonogram (Revendor i Stockholm AB)[9]
- 2019 – 50 miles, fonogram (Revendor i Stockholm AB)[11]
- 2020 - Vår väg är havet, fonogram (Revendor i Stockholm AB)[12]
- 2022 - Okända land, fonogram (Revendor i Stockholm AB)
- 2024 - Teater, fonogram (Revendor i Stockholm AB)

### Singlar
- 2016 – A brand new day (Revendor i Stockholm AB)
- 2017 – Vara din sol (Revendor i Stockholm AB)
- 2017 – Shine (Revendor i Stockholm AB)
- 2018 – 50 miles (Revendor i Stockholm AB)
- 2018 – Måla mig i akvarell (Revendor i Stockholm AB)[7]
- 2019 – I don´t want you back (Revendor i Stockholm AB)[13]
- 2020 - Vår väg är havet (Revendor i Stockholm AB)[12]
- 2020 - Sommar igen (Revendor i Stockholm AB)
- 2020 - Fri (Revendor i Stockholm AB)
- 2024 - Din för evigt (Revendor i Stockholm AB)
- 2024 - När skymningen faller (Revendor i Stockholm AB)